# Airi
Airi (あいり) est un prénom japonais féminin.